# Edifício da Escola Normal de Pontevedra
Fachada da antiga Escola Normal de Pontevedra
O edifício da antiga Escola Normal de professores, artes e ofícios de Pontevedra, em Pontevedra, Espanha, é um edifício eclético do final do século XIX que foi a sede da escola normal desta cidade galega. Situa-se na Gran Vía de Montero Ríos, entre a Alameda de Pontevedra e o Parque das Palmeiras. 

## História
Até ao final do século XIX a escola normal para mulheres ficava em Pontevedra, no pazo barroco da família García Flórez (agora pertencente ao Museu Pontevedra ) e a escola normal para homens estava no palácio de Mugartegui, ou pazo dos condes de Fefiñáns. 
Nos anos 80 do século XIX, a câmara municipal de Pontevedra adquiriu a propriedade da família Munaiz, localizada na avenida "Gran Vía", um terreno para construção numa avenida que tinha sido desenvolvida dez anos antes. Foi decidido construir ali um novo edifício para uma escola de artes e ofícios que acabou por albergar a escola mista provincial de formação de professores e a escola secundária provincial em vários momentos.
Em 1895, foi lançado o projeto de construção do Instituto Normal de Professores e Artes e Ofícios (popularmente conhecido como escola normal). A obra foi confiada ao arquiteto do Ministério do Desenvolvimento (Fomento) Arturo Calvo Tomelén, que tinha projetado edifícios como o Palácio de Joaquín Sánchez de Toca (hoje Embaixada do Brasil em Madrid ) em Madrid. Em novembro de 1895, Arturo Calvo terminou o seu projeto. A obra foi atribuída em 1 de Maio de 1896 ao construtor madrileno García Dios. O edifício foi construído em frente ao Palácio da Deputação de Pontevedra, inaugurado em 1890. O edifício foi concluído e inaugurado em 1901.
O custo total do projeto foi de mais de 260.000 pesetas. Em 1903, o edifício albergou a Escola Secundária Provincial de Pontevedra para pôr fim às numerosas despesas incorridas com as reparações do antigo Colégio Jesuíta. O edifício albergou o Centro de Formação de Professores na parte de trás e o Centro de Formação de Professoras na parte da frente. Ao longo dos anos, mudou de função para se tornar a escola secundária feminina da cidade no final da década de 1960 ou o escritório de educação da província de Pontevedra na década de 1970. 
Com a transferência para Campolongo em 2008 do escritório provincial de educação para o novo edifício com as torres gêmeas da Junta da Galiza, o edifício perdeu a sua função de gabinete provincial de educação e foi entregue ao Conselho Provincial de Pontevedra que renovou o interior. Foi inaugurado como edifício administrativo do Conselho Provincial de Pontevedra a 11 de fevereiro de 2011. 

## Descrição
É um edifício eclético de planta quadrada, três andares e meia cave. Inicialmente, o edifício tinha dois andares e um andar recuado, que mais tarde se tornou um terceiro andar completo. Antes da construção de todo o espaço do terceiro andar, a fachada frontal era coroada no centro por um frontão de pedra circular com o brasão espanhol.  
A fachada apresenta o esquema tradicional de duas cores de tijolos finos avermelhados e rosados e de granito, incluindo detalhes de pedra decorativa em torno das janelas e as pilastras. Está rodeada por uma base também em granito. Os tijolos, muito na moda no final do século XIX e início do século XX nas fachadas, vieram da antiga fábrica de tijolos da Barca, muito perto de A Caeira. Estão também presentes na fachada da praça de Touros de Pontevedra e na mansão do Marquês de Riestra.
O edifício tem a peculiaridade de todas as janelas das quatro fachadas serem trigeminadas, excepto as janelas dos corpos centrais das fachadas dianteira e traseira. No primeiro andar do corpo central da fachada posterior há uma varanda com decoração geométrica com quatro estrelas de oito pontas em vez de balaustradas, e na fachada frontal há uma varanda com cinco motivos florais. Todas as janelas do primeiro andar são coroadas com decoração geométrica no centro dos lintéis. A porta da varanda do primeiro andar na fachada frontal é ladeada por pilastras jónicas e coroada com um brasão de armas de pedra de Espanha, marcando a sua função institucional.
O interior do edifício foi sucessivamente remodelado para adaptar as instalações às diferentes utilizações, primeiro pedagógicas, depois administrativas.

## Galeria de fotos

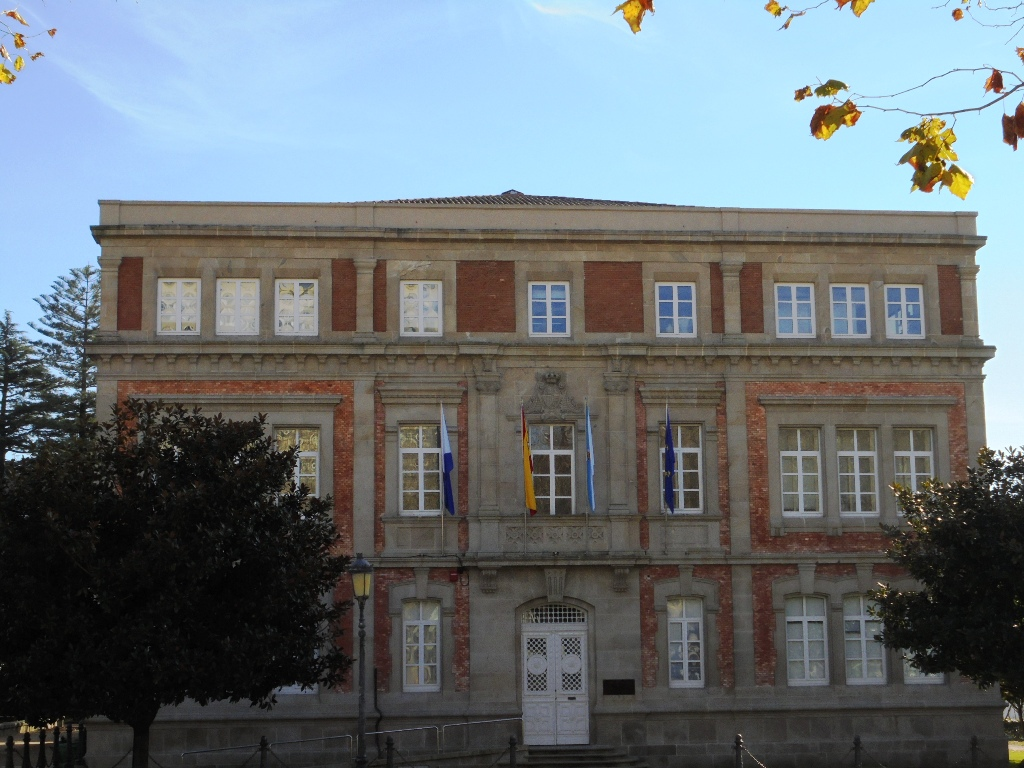
Fachada principal
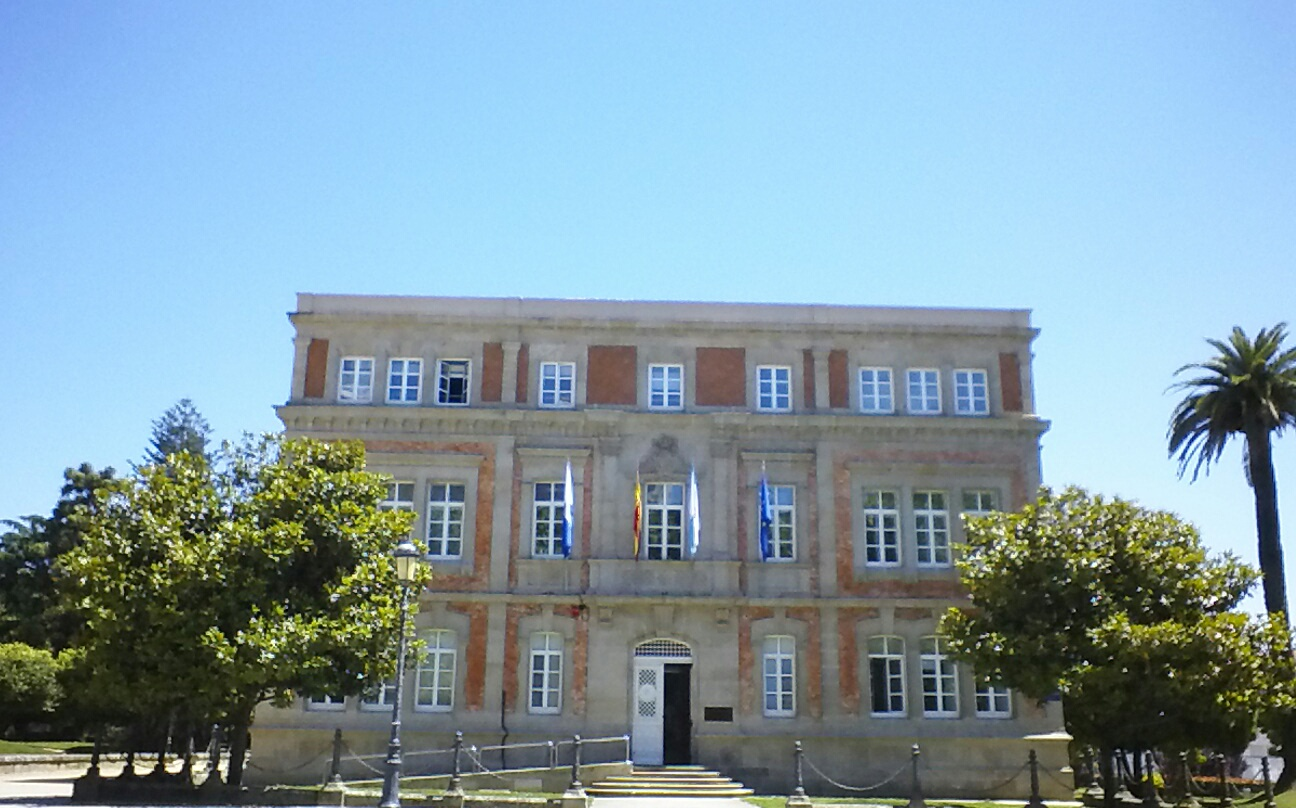
Fachada principal
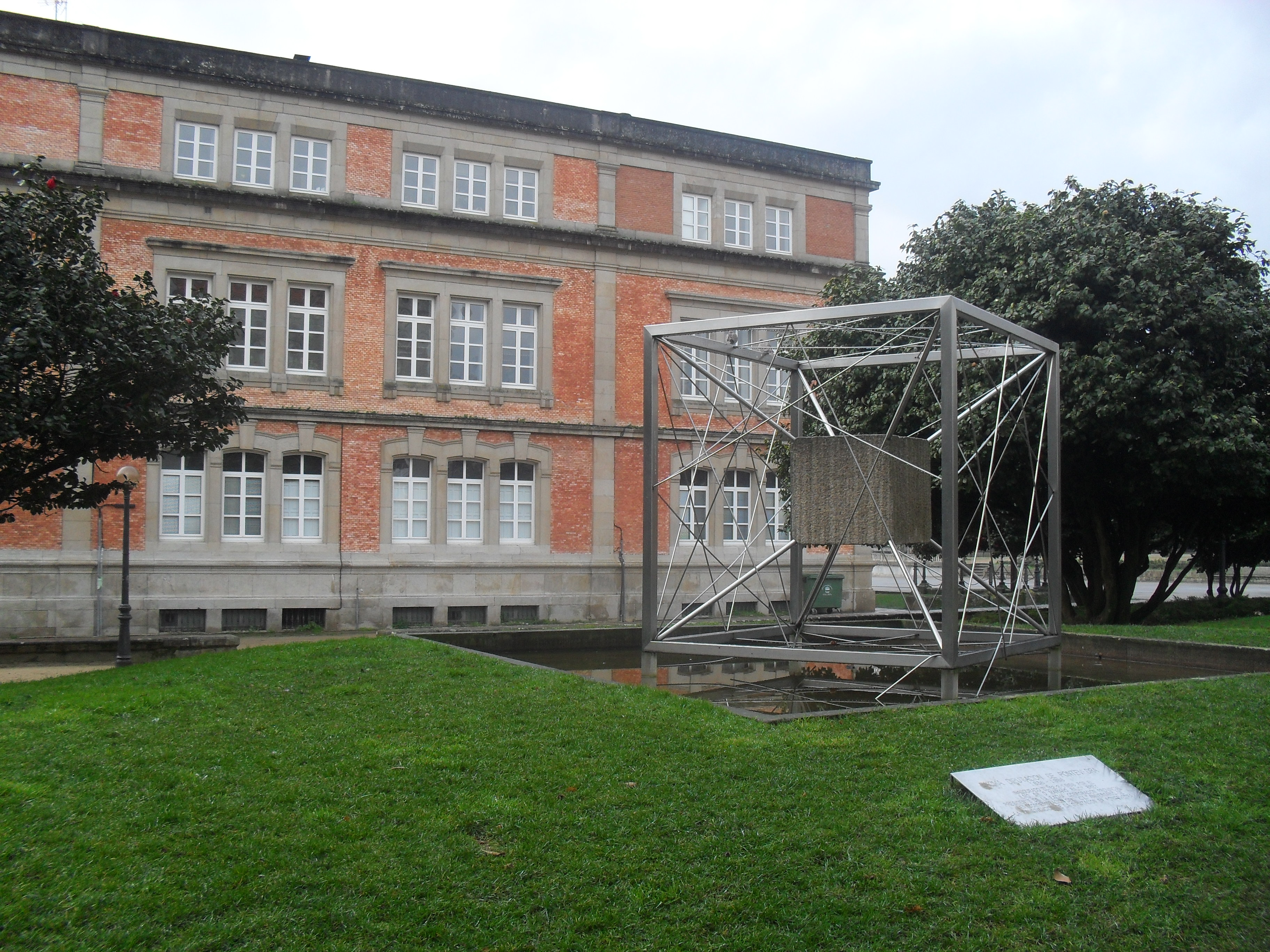
Fachada do lado leste
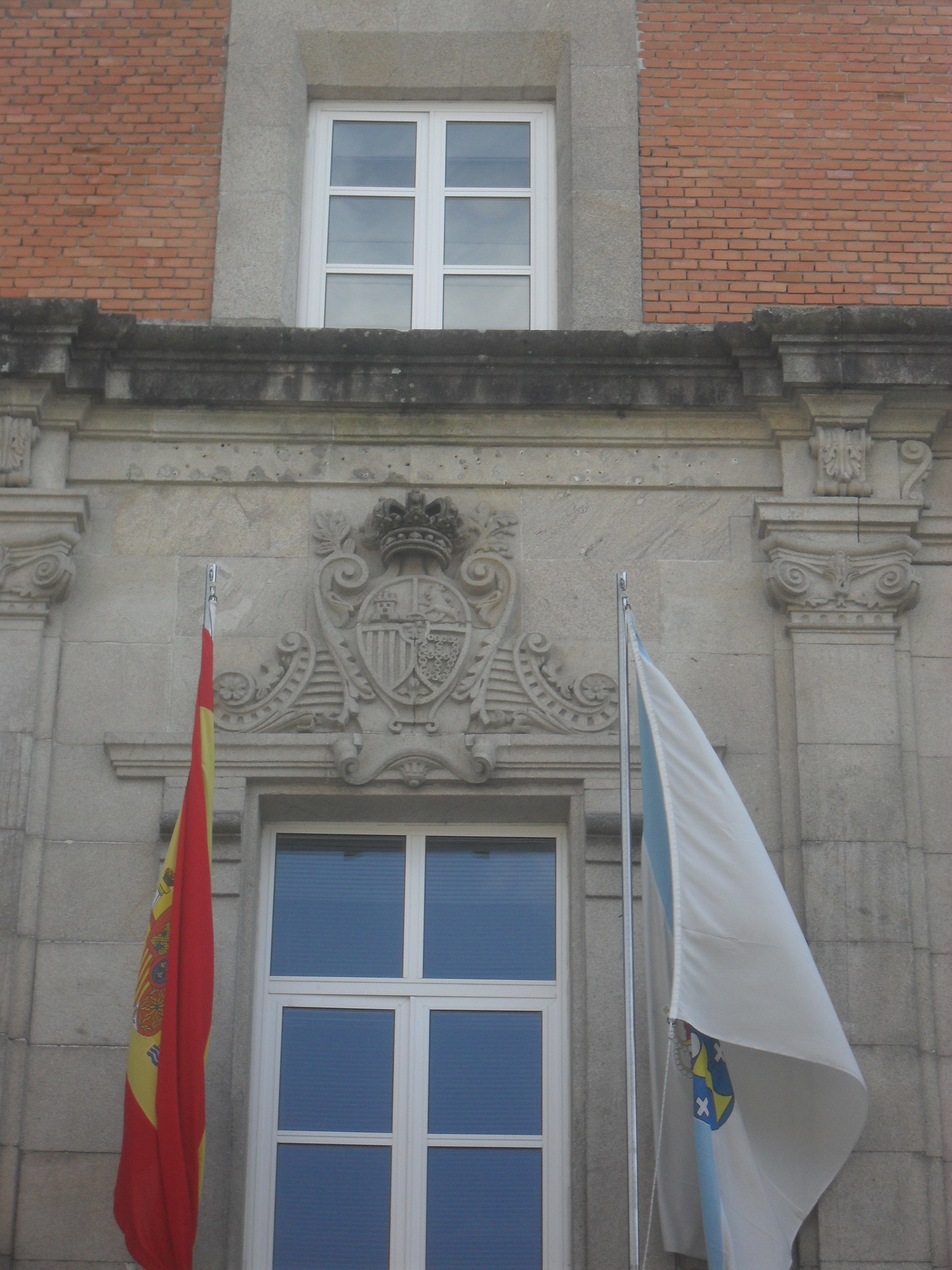
Brasão de armas
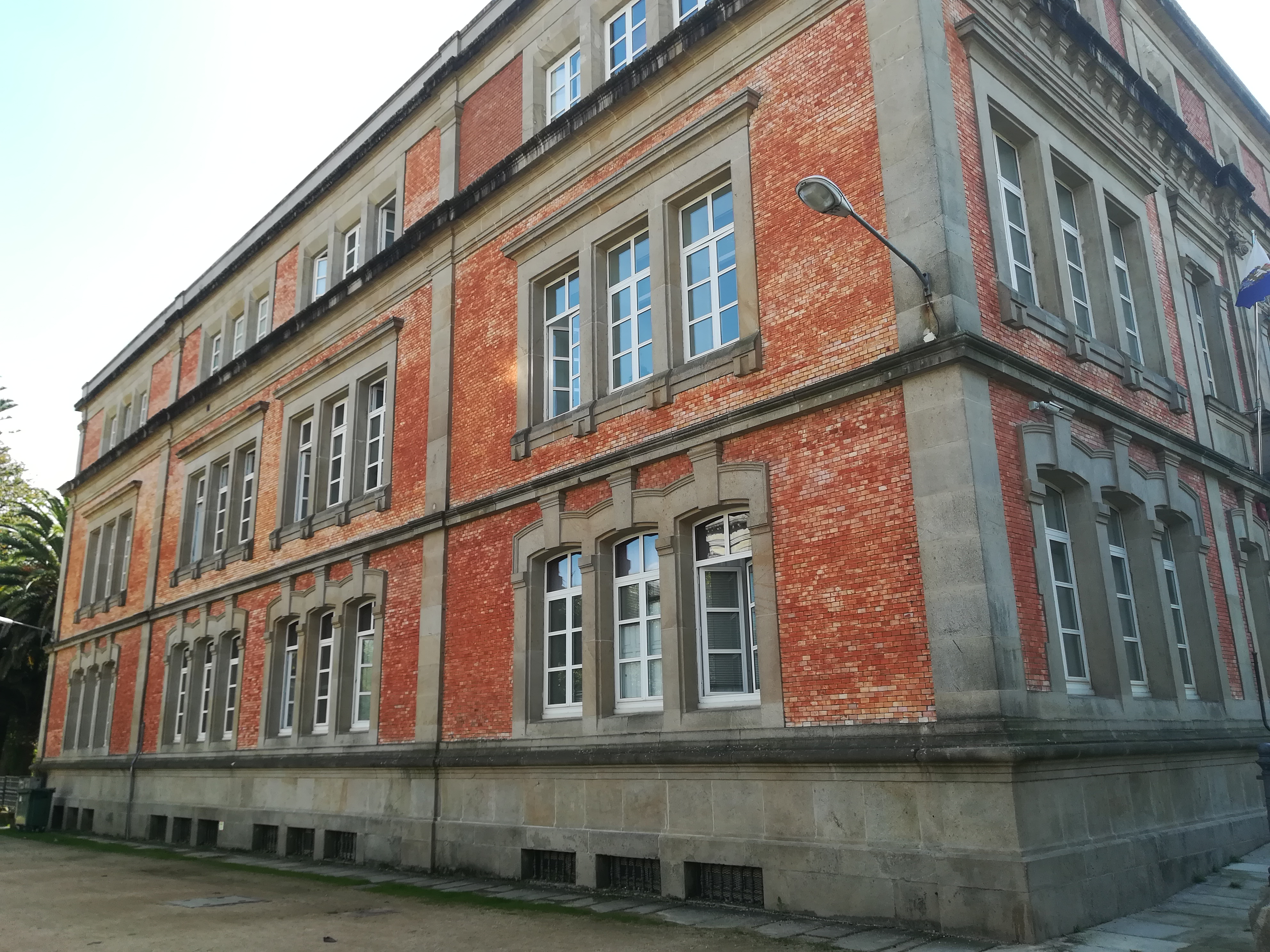
Fachada leste
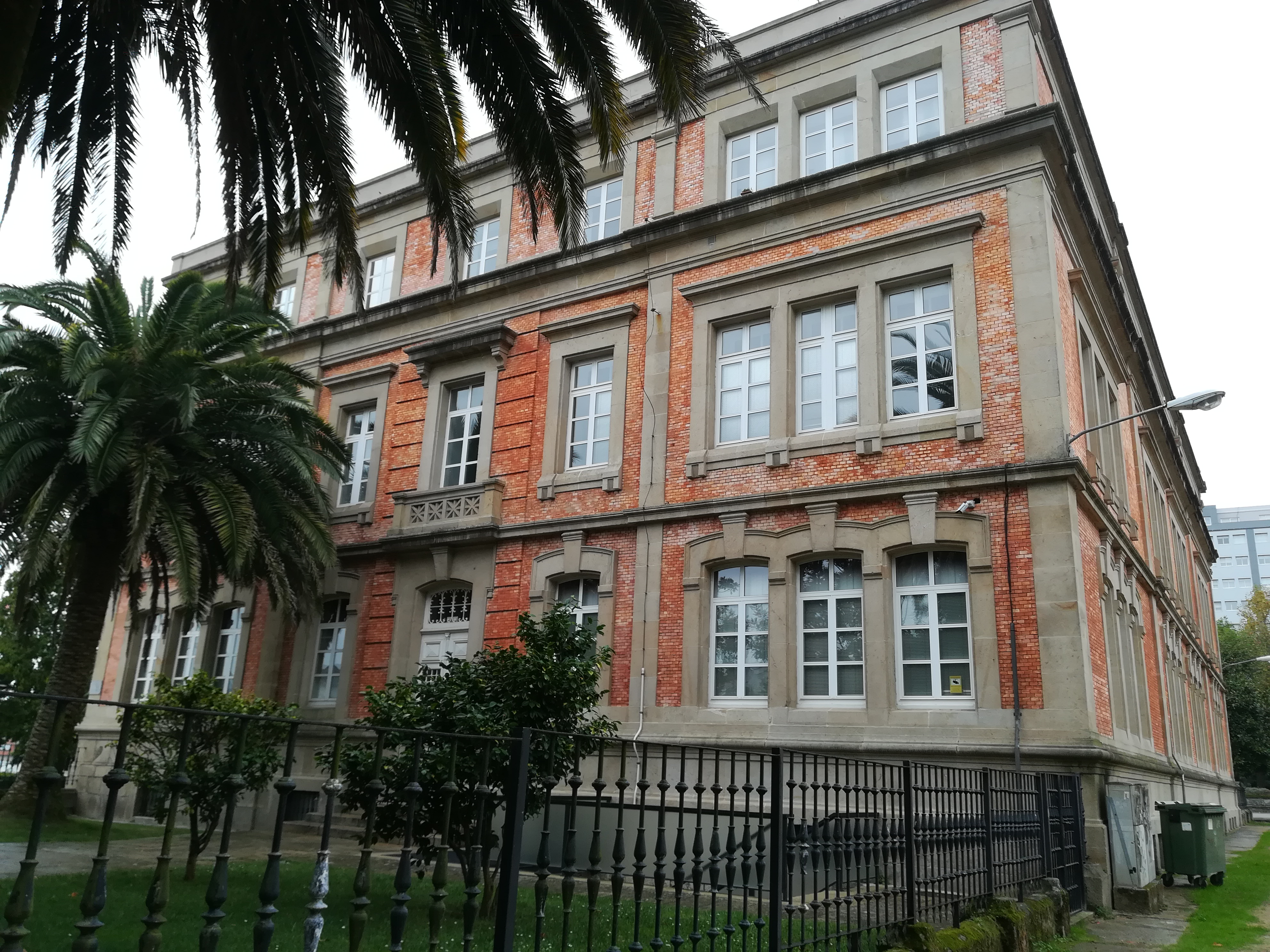
Fachada posterior
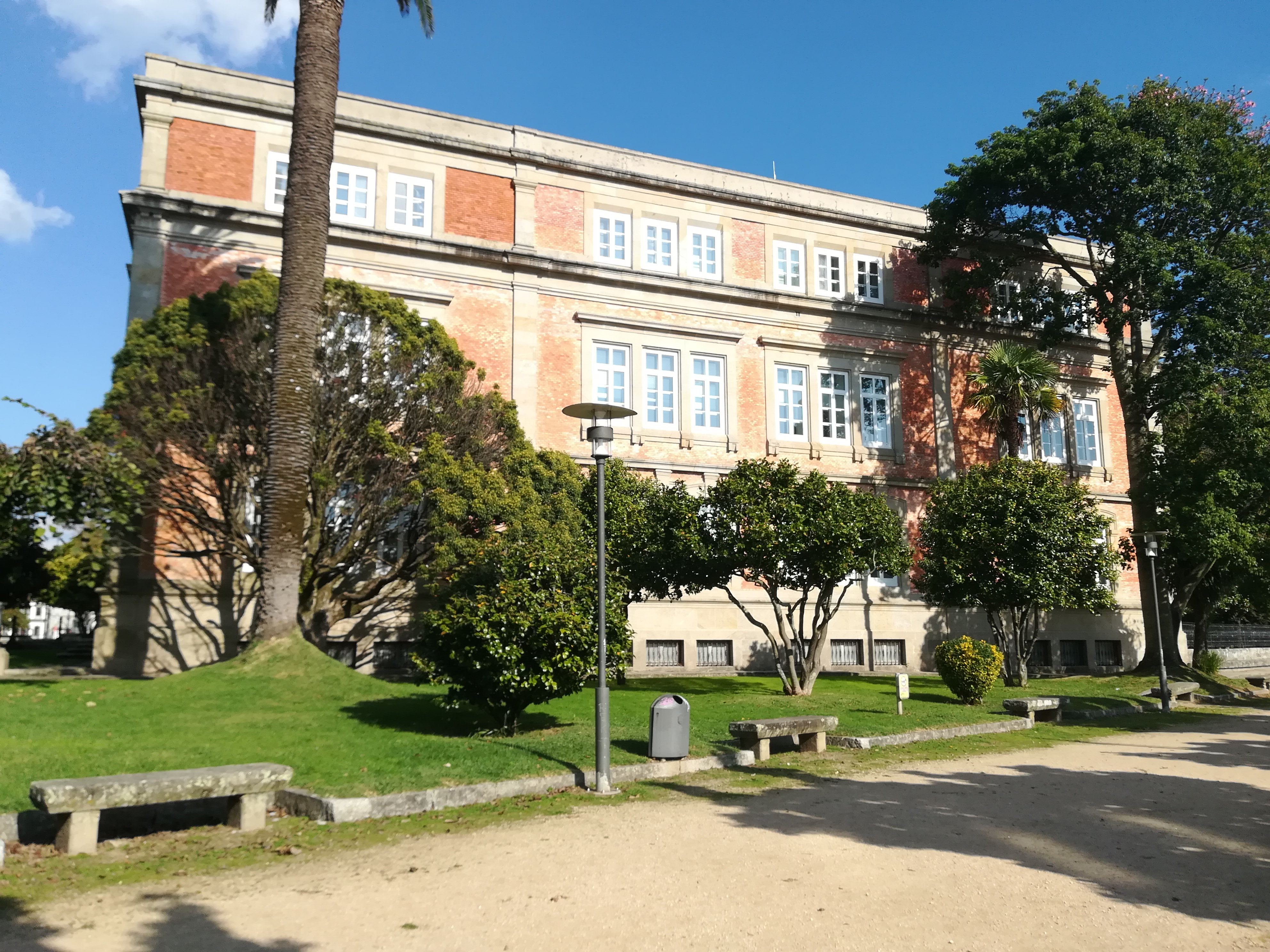
Fachada oeste
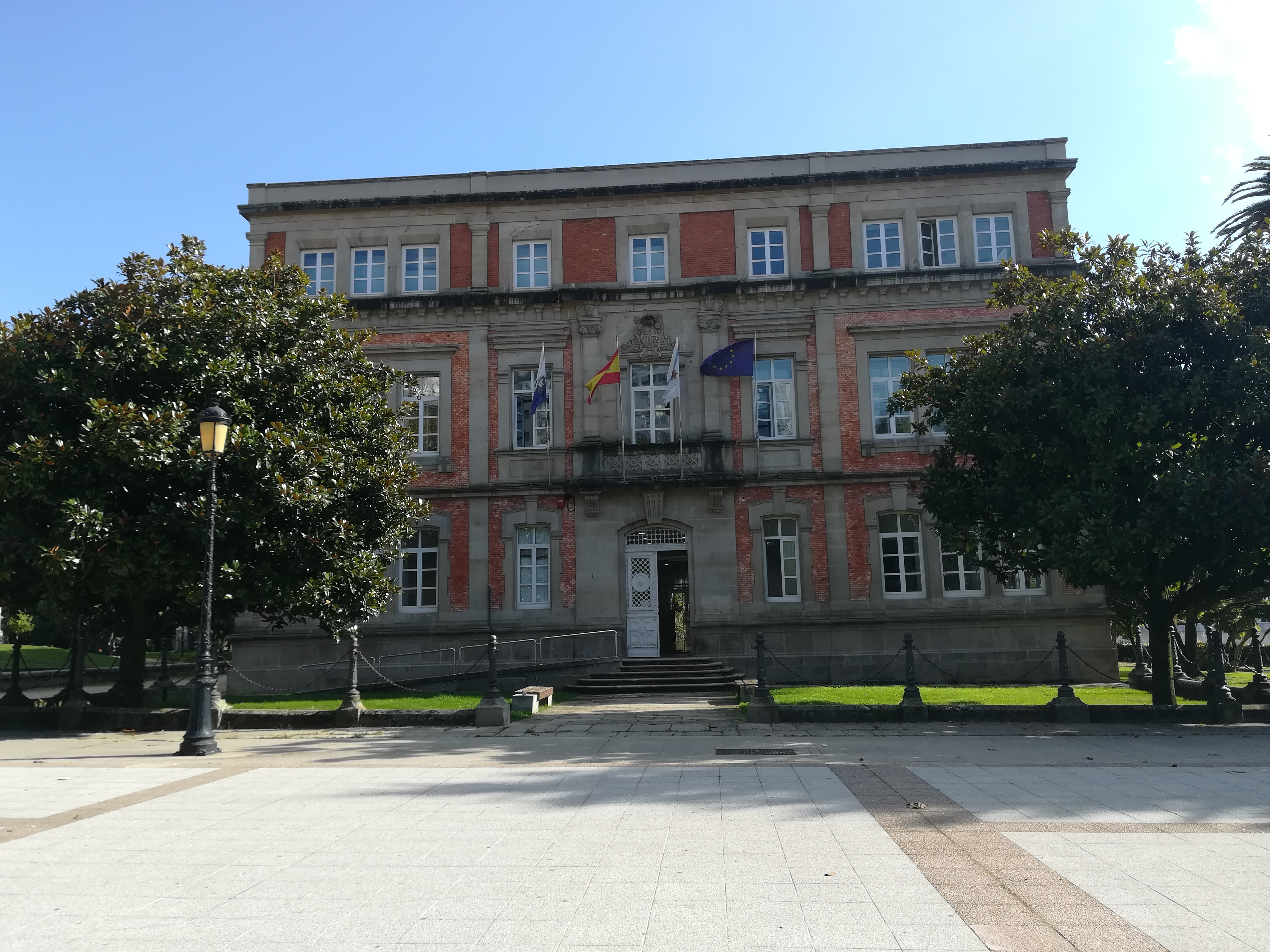
Fachada principal
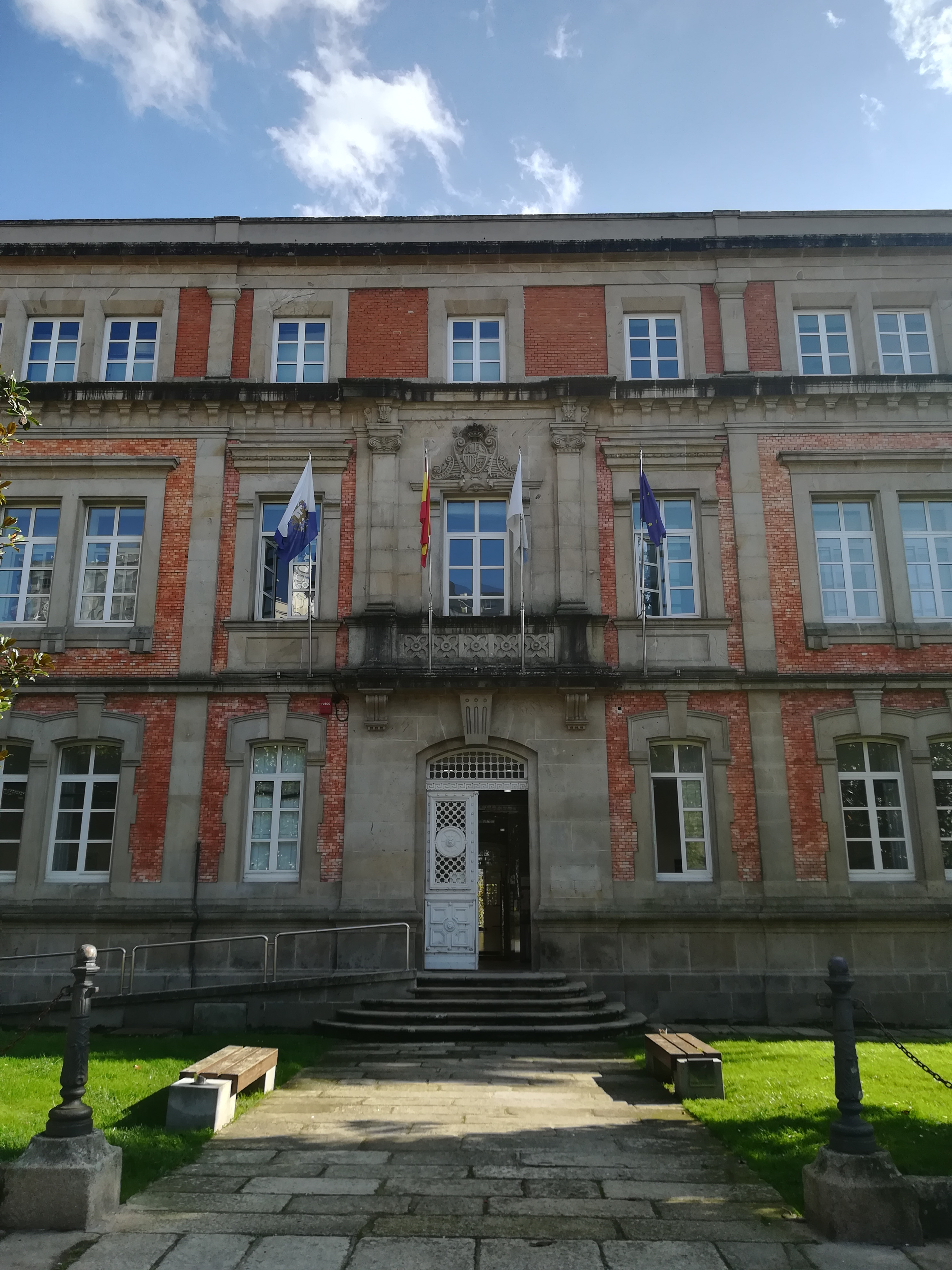
Entrada

### Artigos relacionados
- Embaixada do Brasil em Madrid
- Gran Vía de Montero Ríos
- Palácio do Conselho Provincial de Pontevedra
- Alameda de Pontevedra
- Escola Secundária Valle-Inclán